# Feldern (Biologie)

Feldernde Saatkrähe (Corvus frugilegus)

Feldern ist eine Art der Nahrungssuche bei Tieren, insbesondere bei einfallenden Wildgänsen, -enten, -tauben und zunehmend auch Kranichen. Es handelt sich um ein nicht zielgerichtetes Absuchen des Erdbodens nach verwertbarer Nahrung, die sich meist ohne großen Aufwand auflesen lässt. Der Name leitet sich vom Verhalten von Vogelscharen her, auf Getreidefeldern einzufallen.